# Agonglo
Agonglo, död 1797, var Ahosu, monark, i Kungariket Dahomey mellan 1789 och 1797.